# 格莱兴
格莱兴（德語：Gleichen，發音：[ˈɡlaɪçn̩] ⓘ）是德国下萨克森州哥廷根县的市镇，面积129.25平方千米，2023年12月31日人口为8,693人。